# Kristotomus townesi
Kristotomus townesi är en stekelart som beskrevs av Gupta 1990. Kristotomus townesi ingår i släktet Kristotomus och familjen brokparasitsteklar. Inga underarter finns listade i Catalogue of Life.